# Ouratea pendulosepala
Ouratea pendulosepala är en tvåhjärtbladig växtart som beskrevs av C. Sastre. Ouratea pendulosepala ingår i släktet Ouratea och familjen Ochnaceae. Inga underarter finns listade i Catalogue of Life.